# Anisotome procumbens
Anisotome procumbens là một loài thực vật có hoa trong họ Hoa tán. Loài này được (F.Muell.) C.J.Webb mô tả khoa học đầu tiên năm 1986.